# Большая Ретра

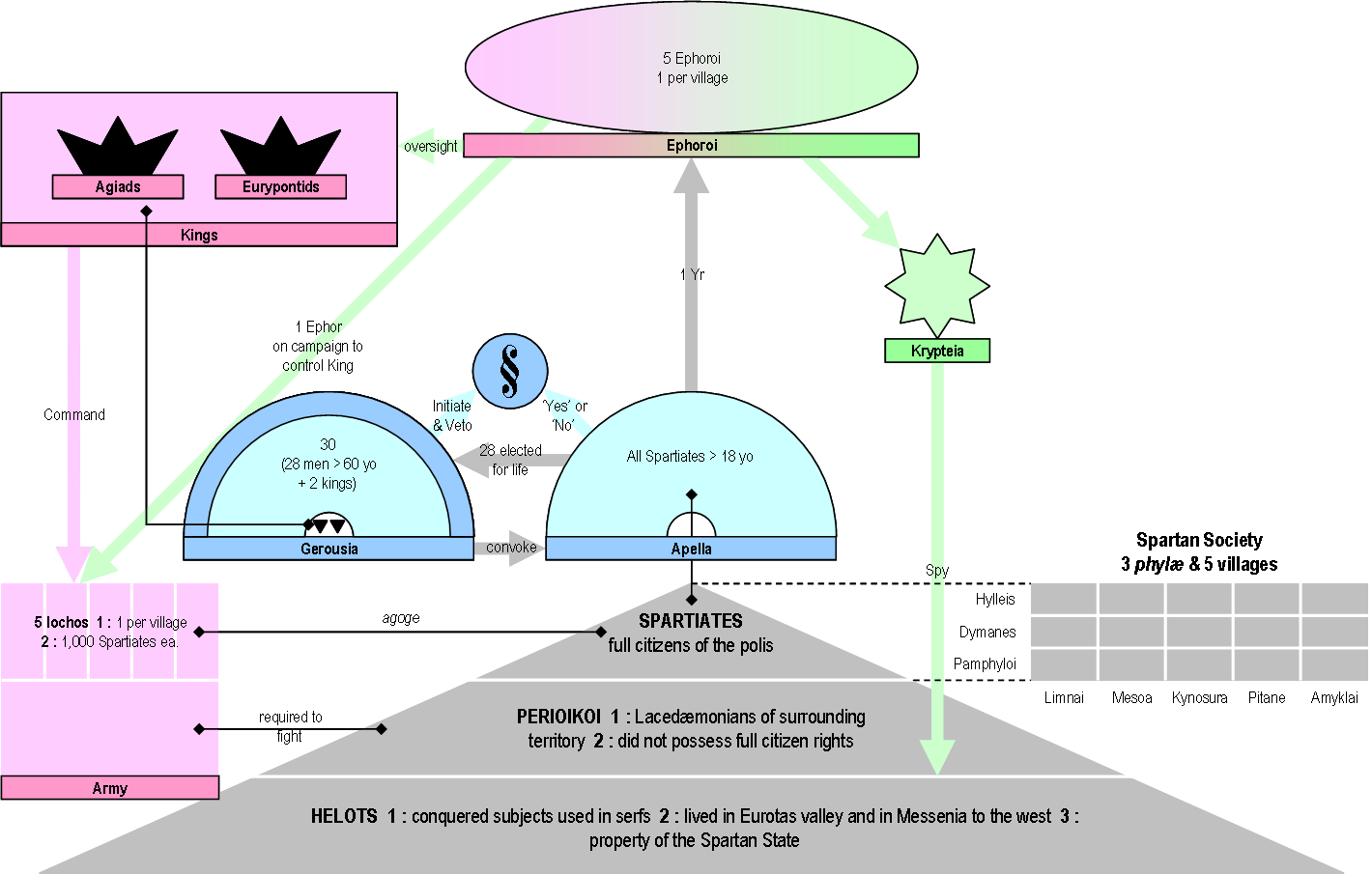
Механизм действия Большой Ретры

Большая Ретра (др.-греч. Μεγάλη Ῥήτρα — буквально Большое Постановление) — устно провозглашённая Конституция древней Спарты, предложенная законодателем VIII века до н. э. Ликургом.
Большая Ретра представляет собой один из двух наиболее значительных органов классической греческой прямой демократии, другим была Экклесия в Афинах. В обоих случаях главной целью было ограничение привилегий и обеспечение равных прав всем гражданам полиса. Вместе с тем спартанский механизм дополнительно ограничивался необходимостью для принятия важного решения получить согласие герусии, эфората и царей.

## История
Согласно преданию, который передаёт Плутарх в «Сравнительных жизнеописаниях», вдохновило Ликурга пророчество дельфийского оракула, который так ответил:
Выстрой храм Зевсу-Гелланию и Афине-Геллании, раздели народ на филы
и оби, установи Совет из тридцати членов, вместе с вождями, и пусть время от времени народ собирается между Бабик и Кнакионом. Предлагать законы и собирать голоса должен ты, окончательное же решение должно принадлежать народу.
Хотя сам Плутарх далее добавляет, что «ретрой» Ликург назвал свои постановления для того, чтобы убедить всех граждан, что они даны оракулом и представляют не что иное, как его ответы на вопросы Ликурга.
В середине VII века до н. э. Полидор и Теопомп внесли дополнения в первоначальную Ретру и даже убедили граждан, что так приказал оракул. Это дополнение позволяло распускать Собрание в случае, если они не утверждали решения, объявили их вредными, приносящими вред и искажающими предложения.

## Основные принципы
Законы Ликурга не были писаными. Он считал, что все необходимое, важное для счастья и нравственного совершенства граждан, должно было войти в их нравы и образ жизни, чтобы остаться в них навсегда, сжиться с ними.
Одна из «ретр» Ликурга запрещала иметь письменные законы, другая была направлена против роскоши. Крыша в каждом доме могла быть сделана только одним топором, двери — одной пилой, пользоваться другими инструментами запрещалось. Плутарх объясняет, что каждый должен стремиться к тому, чтобы между его домом и кроватью, затем между кроватью и платьем, платьем и остальными предметами обстановки и хозяйством было соответствие друг другу.
Известна также третья «ретра» Ликурга, где он запрещает вести войну с одними и теми же врагами, поскольку враг, который привык сопротивляться, может и сам стать воинственным. Позже именно за это осуждали царя Агесилая II, который своими частыми, неоднократными вторжениями и походами в Беотию собственно и сделал фиванцев достойными противниками Спарты. Поэтому, видя его раненым, Анталкид сказал: «Фиванцы прекрасно платят тебе за уроки. Они не хотели и не умели воевать, но ты их выучил!».